# Anaglyptus confusus
Anaglyptus confusus là một loài bọ cánh cứng trong họ Cerambycidae.